# Pelé (jeu vidéo)
Pour les articles homonymes, voir Pelé (homonymie).
Pelé (Pelé! aux États-Unis) est un jeu vidéo de football sorti en 1993 sur Mega Drive. Le jeu a été développé par Radical Entertainment et édité par Accolade.
Le jeu tire son nom du footballeur brésilien Pelé. Il a connu une suite portant le nom de Pelé's World Tournament Soccer.